# DRG E 60 sorozat
A DB 160 sorozat, korábbi nevén DRG E 60 sorozat, egy 1'C tengelyelrendezésű német villamosmozdony-sorozat volt. 1983-ban selejtezték.

## Története
Az 1920-as években a DRG villamosította a München környéki vonalakat, mely után a tolatási munkákat is villamosmozdonnyal kívánta ellátni a nagyobb állomásokon. 1926-ban kettő darab tolatómozdonyt rendeltek, lehetőleg a DRG E91 és DRG E 52 sorozatokból minél több megoldást átvéve, hogy a fenntartásuk gazdaságosabb legyen. Az elkészült mozdony így tulajdonképpen a Winterthur típusú rudazattal összekapcsolt és azzal hajtott 3 tengelyével, amelyet egy duplamotor hajt, egy fél E91-esnek felelt meg. A főkeret felett egy nagyon alacsony, rövid géptér, majd a vezetőfülke (tetején az áramszedővel), majd egy hosszú géptér, amely a mozdony vége felé egyre alacsonyabb lesz. Emiatt az aszimmetrikus mozdonyszekrény miatt kapta a mozdony a "Vasaló" elnevezést.
Az AEG 1927-ben legyártotta az E60 01 és E60 02 mozdonyokat, 1928-ban követte öt további mozdony, majd 1934-ben egy harmadik széria hét mozdonnyal. Az E60 01 - E60 12 széria elektromos berendezése az AEG-től, az E60 13 és E60 14 elektromos része az SSW-től származik. A sorozatot München Hauptbahnhofra, Rosenheim-be és Garmisch-ba állomásították. Később további nagyobb bajor állomásokra is kerültek, 1938-ban pedig Ausztriába is. A második világháború végén hét mozdony Ausztriában ragadt, de végül 1945-1946-ban visszaadták őket.
A Deutsche Bundesbahn az 1950-es években modernizálta a mozdonyokat, a tolatószemélyzet részére trepnit kaptak mindkét végükre, további oldalsó vezetőfülke-ablakokat kaptak, a villamos berendezést korszerűsítették. 1964-ben az E60 05 és E60 06 Heidelberg-be került. 1968-ban a sorozatot átszámozták DB 160 sorozatnak. Ekkor még mind a 14 mozdony üzemelt.
1976-ban kivonták a mozdonyokat a fenntartásból, 1977-ben az első 2 mozdonyt selejtezték. 1980-ban már csak három mozdony dolgozott, a 160 003 Freilassing-ban, a 160 009 és 012 Heidelberg-ben. 1983-ban rudazattörés és alkatrészhiány miatt selejtezték az utolsó mozdonyt, a 160 012-t.
Három mozdony maradt meg a sorozatból:
- 160 009 a Darmstadt-Kranichstein-i vasúti múzeumban,
- 160 010 a hivatalos Deutsche Bahn múzeuális mozdony Koblenz-ben,
- 160 012 a Sinsheim-i Autó- és Technikatörténeti múzeumban.